# 皮茨菲爾德 (緬因州)
皮茨菲爾德（英語：Pittsfield）是一個位於美國緬因州薩默塞特縣的鎮。

## 人口
根據2020年美國人口普查的數據，皮茨菲爾德的面積為126.18平方千米，當中陸地面積為124.79平方千米，而水域面積為1.39平方千米。當地共有人口3908人，而人口密度為每平方千米31人。